# John Wikdahl
John Konrad Cornelius "Nonne" Wikdahl, född 1 januari 1922 i Helsingborg, död 6 augusti 2011 i Helsingborg, var en svensk fotbollsspelare (back).
Wikdahl representerade Hälsingborgs IF mellan 1941 och 1955, och gjorde sammanlagt 130 allsvenska matcher (3 mål) för klubben. Han spelade 1946 en A-landskamp (inga mål) för Sverige.
Han spelade även handboll (högerforward) i Allsvenskan för IFK Malmö, och var 1945 den enda i Sverige som spelade i högsta serien i både fotboll och handboll.
Han jobbade som brandman i Helsingborg fram till pensionen, 1980, 58 år gammal. Efter det blev han säkerhetschef på läkemedelsföretaget Leo i Helsingborg, 1980-1986. 
Han är gravsatt på Nya kyrkogården i Helsingborg.